# Ricky Sprocket: Showbiz Boy
Ricky Sprocket: Showbiz Boy (2007–2008) – kanadyjski serial animowany. Premiera serialu w Kanadzie nastąpiła 8 września 2007 roku, w Polsce serial nie został wyemitowany, mimo iż został zakupiony przez stację Nickelodeon Polska.

## Opis fabuły
Serial opisuje przygody 10-letniego chłopca Ricky'ego Sprocketa, który mieszka w Kanadzie i ma smykałkę do show-biznesu. W dodatku chce zostać największym na świecie gwiazdorem filmu.

## Bohaterowie
- Ricky Sprocket
- Bunny Sprocket
- Leonard Sprocket
- Ethel Sprocket
- Benny Newford
- Morris Moony
- Jamal Pennycook
- Alice Applewood
- Kitten Kaboodle
- Louie Fischburger
- Wolf Wolinski
- Vanessa Stimlock

## Spis odcinków
| Premiera odcinka | N/o | Polski tytuł          | Angielski tytuł              |
| ---------------- | --- | --------------------- | ---------------------------- |
|                  |     |                       |                              |
| SERIA PIERWSZA   |     |                       |                              |
|                  |     |                       |                              |
|                  | 01  |                       | The Screen Kiss              |
|                  | 01  | The Boy King          |                              |
|                  |     |                       |                              |
|                  | 02  |                       | Great Bowls of Ricky         |
|                  | 02  | Burptacular           |                              |
|                  |     |                       |                              |
|                  | 03  |                       | We Are Not Amused            |
|                  | 03  | Being Leonard         |                              |
|                  |     |                       |                              |
|                  | 04  |                       | Oh Hap-Pee Day               |
|                  | 04  | Ricky for Sale        |                              |
|                  |     |                       |                              |
|                  | 05  |                       | Perfect Pitch                |
|                  | 05  | In the Drink          |                              |
|                  |     |                       |                              |
|                  | 06  |                       | Ethel's New Friend           |
|                  | 06  | Vicky Sprocket        |                              |
|                  |     |                       |                              |
|                  | 07  |                       | Double Crossed               |
|                  | 07  | Monkey See, Monkey Do |                              |
|                  |     |                       |                              |
|                  | 08  |                       | Runaway Ethel                |
|                  | 08  | Freezer Burn          |                              |
|                  |     |                       |                              |
|                  | 09  |                       | Roy vs. Roy                  |
|                  | 09  | Dueling Birthdays     |                              |
|                  |     |                       |                              |
|                  | 10  |                       | The Lie Detector             |
|                  | 10  | Leonard's Groove      |                              |
|                  |     |                       |                              |
|                  | 11  |                       | The Big Sleepover            |
|                  | 11  | I Want to Direct!     |                              |
|                  |     |                       |                              |
|                  | 12  |                       | The Real Sprocket            |
|                  | 12  | A Book for Bedtime    |                              |
|                  |     |                       |                              |
|                  | 13  |                       | Where Wolf?                  |
|                  | 13  | Ricky Spook-it        |                              |
|                  |     |                       |                              |
| SERIA DRUGA      |     |                       |                              |
|                  |     |                       |                              |
|                  | 14  |                       | A Boy and His Bodyguard      |
|                  | 14  | Ricky Who?            |                              |
|                  |     |                       |                              |
|                  | 15  |                       | Space Family Sprocket        |
|                  | 15  | Whrite for the Part   |                              |
|                  |     |                       |                              |
|                  | 16  |                       | The Survivors                |
|                  | 16  | Ricky is History!     |                              |
|                  |     |                       |                              |
|                  | 17  |                       | The Highest Bidder           |
|                  | 17  | Ethelebrity           |                              |
|                  |     |                       |                              |
|                  | 18  |                       | Ricky Rolls Over             |
|                  | 18  | Up Up and Away        |                              |
|                  |     |                       |                              |
|                  | 19  |                       | Ricky Inc.                   |
|                  | 19  | Relative Discomfort   |                              |
|                  |     |                       |                              |
|                  | 20  |                       | Fan Club                     |
|                  | 20  | Grounded              |                              |
|                  |     |                       |                              |
|                  | 21  |                       | Bush League                  |
|                  | 21  | Ho Ho Hollywood       |                              |
|                  |     |                       |                              |
|                  | 22  |                       | The Perfect Family           |
|                  | 22  | Moby Rick             |                              |
|                  |     |                       |                              |
|                  | 23  |                       | Test Audience                |
|                  | 23  | Who's Your Daddy?     |                              |
|                  |     |                       |                              |
|                  | 24  |                       | When Life Gives You Lemonade |
|                  | 24  | Head Over Heels       |                              |
|                  |     |                       |                              |
|                  | 25  |                       | Mind Games                   |
|                  | 25  | Ricky the Ringleader  |                              |
|                  |     |                       |                              |